# Leucoraja
A Leucoraja a porcos halak (Chondrichthyes) osztályának rájaalakúak (Rajiformes) rendjébe, ezen belül a valódi rájafélék (Rajidae) családjába tartozó nem.

## Tudnivalók
Két fajon kívül, az összes többi Leucoraja-faj az Atlanti-óceán valamelyik részén található meg. A Leucoraja melitensis a Földközi-tenger lakója, míg a Leucoraja pristispina az Indiai-óceán keleti felén lelhető fel. A Leucoraja wallacei nevű rája e két óceán határán él, Namíbiától Mozambikig. A legnagyobb hosszúk 26-120 centiméter között mozog.

## Rendszerezés
A nembe az alábbi 15 élő faj tartozik:
- Leucoraja caribbaea (McEachran, 1977)
- sápadt rája (Leucoraja circularis) (Couch, 1838)
- Leucoraja compagnoi (Stehmann, 1995)
- kis rája (Leucoraja erinacea) (Mitchill, 1825)
- Leucoraja fullonica (Linnaeus, 1758)
- Leucoraja garmani (Whitley, 1939)
- Leucoraja lentiginosa (Bigelow & Schroeder, 1951)
- Leucoraja leucosticta (Stehmann, 1971)
- Leucoraja melitensis (Clark, 1926)
- Leucoraja naevus (J. P. Müller & Henle, 1841)
- téli rája (Leucoraja ocellata) (Mitchill, 1815)
- Leucoraja pristispina Last, Stehmann & Séret, 2008
- Leucoraja virginica (McEachran, 1977)
- Leucoraja wallacei (Hulley, 1970)
- Leucoraja yucatanensis (Bigelow & Schroeder, 1950)